# کول (گروه موسیقی)
کول (کره‌ای: 쿨؛ انگلیسی: Cool) گروه موسیقی کره جنوبی بود که در سال ۱۹۹۴ فعالیتش را آغاز کرد.